# Кулибали, Фатумата
Фатумата Кулибали (фр. Fatoumata Coulibaly; род. 1950-е, Бамако) — малийская киноактриса, режиссёр, журналистка и правозащитница, в особенности выступающая против калечащих операций на женских половых органах.

## Ранняя жизнь
Фатумата Кулибали родилась в семье музыкантов. Её бабушка Базеко Траоре была певицей и музыкантом из региона Сикасо, откуда родом Кулибали.

## Карьера
Кулибали сначала работала радиожурналистом и диктором в Мали, прежде чем у неё появилась идея для пьесы, и пошла к режиссёру Усману Соу, который предложил ей попробовать написать её как сценарий фильма, как это сделал Чейк Умар Сиссоко.
Кулибали впервые привлекла международное внимание своей ролью в фильме 1997 года «Нголо дит папа».
Кулибали сыграла главную роль в фильме 2004 года «Мулааде» от сенегальского писателя и режиссёра Усмана Сембена. Кулибали снялась в роли Колле Галло Ардо Си, второй из трёх жён своего мужа, в деревне в Буркина-Фасо, которая использует мулааде («магическая защита»), чтобы попытаться защитить девушек от калечащих операций на женских половых органах. Сама Кулибали стала жертвой калечащих операций на женских половых органах. Критик Роджер Эберт дал фильму четыре звезды (из четырёх), написав "для меня лучший фильм в Каннах 2004 года, рассказ, вибрирующий срочностью и жизнью. Он делает мощное заявление и в то же время содержит юмор, шарм и удивительный визуальная красота ". Кулибали получила награду за лучшую женскую роль за роль Колле на Международном кинофестивале в Синеманиле в 2005 году. Этот фильм сыграл важную роль в повышении осведомлённости о калечащих операциях на женских половых органах, и Кулибали продолжает кампанию по этому вопросу с тех пор. Её кампания против женского обрезания была задокументирована в фильме «Африка в движении: сила песни» (2010).
Кулибали появилась в многочисленных фильмах, телесериалах и пьесах.
С 2016 года Кулибали работает в Управлении радиодиффузионного телевидения Мали (Бюро вещательного телевидения Мали).

## Фильмография
- «Гуимба Тиран» (1995)
- «Н’Голо дит Папа» (1997)
- «Афродита, Парфюмерный сад» (1998)
- «Мулааде (2004)»
- «Африка в движении: сила песни» (2010)
- «Турбийон Бамако» (2012)